# Agrobom
Agrobom é uma povoação portuguesa do Município de Alfândega da Fé que foi sede da extinta Freguesia de Agrobom, freguesia que tinha 14,97 km² de área e 109 habitantes (2011), e, portanto, uma densidade populacional de 7,3 hab/km².
A Freguesia de Agrobom foi extinta (agregada) em 2013, no âmbito de uma reforma administrativa nacional, tendo sido agregada às freguesias de Saldonha e Vale Pereiro, para formar uma nova freguesia denominada União das Freguesias de Agrobom, Saldonha e Vale Pereiro da qual é sede.

## População
| População da freguesia de Agrobom (1864 – 2011) | População da freguesia de Agrobom (1864 – 2011) | População da freguesia de Agrobom (1864 – 2011) | População da freguesia de Agrobom (1864 – 2011) | População da freguesia de Agrobom (1864 – 2011) | População da freguesia de Agrobom (1864 – 2011) | População da freguesia de Agrobom (1864 – 2011) | População da freguesia de Agrobom (1864 – 2011) | População da freguesia de Agrobom (1864 – 2011) | População da freguesia de Agrobom (1864 – 2011) | População da freguesia de Agrobom (1864 – 2011) | População da freguesia de Agrobom (1864 – 2011) | População da freguesia de Agrobom (1864 – 2011) | População da freguesia de Agrobom (1864 – 2011) | População da freguesia de Agrobom (1864 – 2011) |
| ----------------------------------------------- | ----------------------------------------------- | ----------------------------------------------- | ----------------------------------------------- | ----------------------------------------------- | ----------------------------------------------- | ----------------------------------------------- | ----------------------------------------------- | ----------------------------------------------- | ----------------------------------------------- | ----------------------------------------------- | ----------------------------------------------- | ----------------------------------------------- | ----------------------------------------------- | ----------------------------------------------- |
| 1864                                            | 1878                                            | 1890                                            | 1900                                            | 1911                                            | 1920                                            | 1930                                            | 1940                                            | 1950                                            | 1960                                            | 1970                                            | 1981                                            | 1991                                            | 2001                                            | 2011                                            |
| 470                                             | 404                                             | 394                                             | 395                                             | 417                                             | 381                                             | 369                                             | 489                                             | 518                                             | 461                                             | 328                                             | 303                                             | 195                                             | 154                                             | 109                                             |

## Localidades
A Freguesia era composta por 2 aldeias:
- Agrobom
- Felgueiras